# Ban, Sălaj
Ban (în maghiară: Felsőbán) este un sat în comuna Bănișor din județul Sălaj, Transilvania, România. Atestat documentar din anul 1213 sub denumirea de villa Bani.

## Note

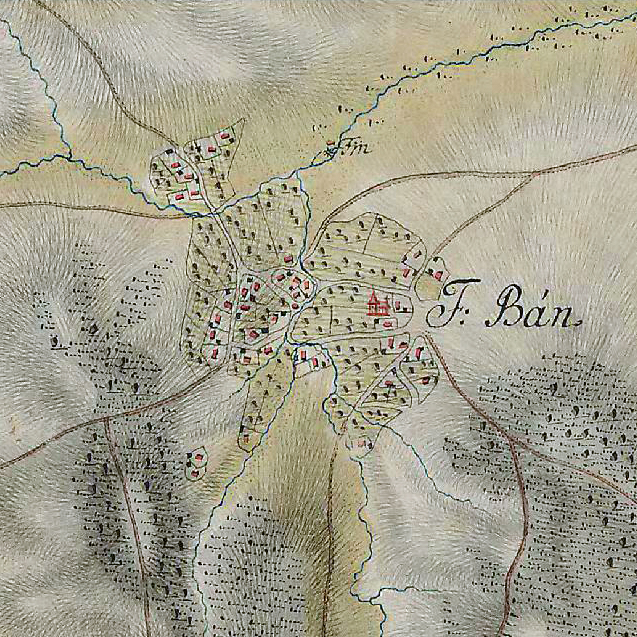
Ban în harta iosefină, 1769-1773. Vatra satului este adunată la gura de vărsare a Văii Malului în Valea Banului. Pe vale, la ieșirea din sat este marcată o moară pe malul stâng. Pe hartă se recunosc o parte din ulițele și drumurile de azi.